# Michael Andersson (fotbollsspelare)
Michael Östen Andersson, född 24 augusti 1959 i Brännkyrka församling, Stockholm, är en svensk före detta fotbollsspelare och senare tränare. Andersson vann 1987 UEFA-cupen med IFK Göteborg och deltog med landslaget i OS i Seoul 1988. Han är gift med Mona Andersson Eng.

## Spelarkarriär
Andersson började karriären i Älvsjö AIK och gick senare till Hammarby IF i allsvenskan, men nådde störst framgångar i IFK Göteborg åren 1986-1988 med både SM-guld och UEFA-cupvinst under 1987. 1989 återvände han till Hammarby. Han spelade under karriären 14 A-landskamper, 18 U-landskamper och 14 J-landskamper.

## Tränarkarriär
Michael Andersson var tränaren som tog Malmö FF upp i Allsvenskan 2001 efter en sejour i Superettan 2000. Det var under Michael Anderssons ledning som Zlatan Ibrahimović fick sitt stora genombrott i Malmö FF. Efter den aktiva karriären har Andersson varit verkställande direktör för Hammarby Fotboll AB.